# Bani (berg)
Bani är ett berg i republiken Island. Det ligger i regionen Västlandet, 90 km norr om huvudstaden Reykjavík. Toppen på Bani är 579 meter över havet.
Trakten runt Bani är nära nog obefolkad, med mindre än två invånare per kvadratkilometer. Det finns inga samhällen i närheten. Trakten runt Bani består i huvudsak av gräsmarker.